# Vanilla raabii
```

```

Vanilla raabii, позната и као Рабијева ванила врста је рода Vanilla из породице орхидеја (Orchidaceae). Ендемска је филипинска врста која расте искључиво на острвима Лузон, Панај и Самар.
Као и сви представници овог рода, и Vanilla raabii је епифитна пењачица. Врста има дуге и јаке ваздушне коренове са којима се хвата за дрво домаћина. Листови имају копљаст облик, и доста су меснати.
Биномијални номенклатуру врсте одредили су аустралијски ботаничари Пол Абел Ормерод и Џим Кутс 2013. године.